# Samoravnotežno enokolo
Samoravnotežno enokolo ali enokolesnik spada med samoravnotežna prevozna sredstva, ki s pomočjo tipal, žiroskopa, pospeškomerov in elektromotorjev ohranjajo ravnotežni položaj. Prva samoravnotežna enokolesa, kot npr. Eunicycle, Ryno, Solowheel in RIOT wheel, ohranjajo ravnotežje le v smeri naprej-nazaj, bočno ravnotežje pa mora voznik držati samostojno kot pri kolesu.
Samoravnotežno enokolo, ki lovi ravnotežje v vse smeri je bilo zamišljeno v konceptu EMBRIO, kjer je predviden pogon na gorivne celice, vendar ni bilo izdelano. Tako za prvo dvosmerno-samoravnotežno enokolo štejemo Enicycle Slovenca Aleksandra Polutnika.